# Champions Trophy mannen 1999
De eenentwintigste editie van de strijd om de Champions Trophy had plaats van donderdag 10 juni tot en met zondag 20 juni 1999 in het State Hockey Centre in Brisbane. Deelnemende landen waren: gastland Australië, Engeland, Nederland, Pakistan, Spanje en Zuid-Korea. Titelverdediger was Nederland. Na 'Amstelveen 1987' en 'Berlijn 1991' was het de derde keer dat het mannen- en het vrouwentoernooi tegelijkertijd werden gehouden, en dus was opnieuw sprake van een 'dubbeltoernooi'.

## Selecties

### Australië
Bondscoach: Terry Walsh
1. Michael Brennan
2. Adam Commens
3. Jason Duff
4. Troy Elder
5. James Elmer
6. Damon Diletti (GK)
7. Lachlan Dreher (GK)
8. Paul Gaudoin
9. Jay Stacy

1. Daniel Sproule
2. Stephen Davies
3. Michael York
4. Craig Victory
5. Lachlan Vivian-Taylor
6. Scott Webster
7. Stephen Holt
8. Matthew Wells
9. Brent Livermore

### Engeland
Bondscoach: Barry Dancer
1. Simon Mason (GK)
2. David Luckes (GK)
3. Jon Wyatt
4. Julian Halls
5. Bill Waugh
6. Andy Humphrey
7. Ben Sharpe
8. Bobby Crutchley
9. Jimmy Wallis

1. Brett Garrard
2. Daniel Hall
3. Stuart Head
4. Mark Pearn
5. Russell Garcia
6. Michael Johnson
7. Duncan Woods
8. Tom Bertram
9. Calum Giles

### Nederland
Bondscoach: Maurits Hendriks
1. Bram Lomans
2. Marnix van Rijn
3. Erik Jazet
4. Tycho van Meer
5. Sander van der Weide
6. Jacques Brinkman
7. Piet-Hein Geeris
8. Stephan Veen
9. Sander van Heeswijk

1. Jeroen Delmee
2. Guus Vogels (GK)
3. Teun de Nooijer
4. Remco van Wijk
5. Jaap-Derk Buma
6. Peter Windt
7. Marten Eikelboom
8. Diederik van Weel
9. Josef Kramer (GK)

### Pakistan
Bondscoach: Shahnaz Sheikh
1. Atif Bashir
2. Irfan Yousaf
3. Haider Hussain
4. Sohail Abbas
5. Waseem Ahmad
6. Mohammad Nadeem
7. Mohammad Qasim (GK)
8. Mohammad Sarwar
9. Muhammad Shahbaz

1. Mohammad Irfan
2. Naveed Asim
3. Amir Saleem
4. Mohammed Saqlain
5. Muhammad Usman
6. Ahmad Alam (GK)
7. Danish Kaleem
8. Imran Yousaf
9. Kashif Jawwad

### Spanje
Bondscoach: Antonio Forrellat
1. Joaquín Sánchez (GK)
2. Joaquín Malgosa
3. Francisco Fábregas
4. Jorge Arnau
5. Juan Escarré
6. Pablo Amat
7. Jordi Casas
8. Javier Arnau
9. Ramón Sala

1. Josep Sánchez
2. Pablo Usoz
3. Bernardino Herrera (GK)
4. Rodrigo Garza
5. Santiago Ferran
6. Eduard Tubau
7. Jordi Quintana
8. Miguel Codina
9. Antonio Iglesias

### Zuid-Korea
Bondscoach: Kim Sang-Ryul
1. Lim Jong-Chun (GK)
2. Kim Yong-Bae
3. Ji Seong-Hwan
4. Han Hyung-Bae
5. Seo Jong-Ho
6. Seo Jong-Ha
7. Kim Kyung-Seok
8. Kim Jung-Chul
9. Song Seung-Tae

1. Kang Keon-Wook
2. Lee Jung-Soon
3. Lim Jung-Woo
4. Kim Min-Sik
5. Hwang Jong-Hyun
6. Yeo Woon-Kon
7. Lee Myung-Ho (GK)
8. Im Bong-Hyuk
9. Kim Seong-Min

## Scheidsrechters
- Santiago Deo
- Christian Siebrecht
- Murray Grime

- Hamish Jamson
- Ray O'Connor
- Han Jin-Soo

- David Gentles
- Garth Proudfoot
- Philip Schellekens

## Voorronde
- Nederland-Zuid-Korea 2-3
- Pakistan-Spanje 1-1
- Australië-Engeland 1-3
- Nederland-Pakistan 2-2
- Australië-Spanje 2-0
- Engeland-Zuid-Korea 2-3
- Zuid-Korea-Pakistan 2-2
- Nederland-Australië 1-2
- Engeland-Spanje 0-3
- Nederland-Spanje 1-0
- Pakistan-Engeland 0-2
- Australië-Zuid-Korea 1-1
- Nederland-Engeland 4-0
- Spanje-Zuid-Korea 4-3
- Pakistan-Australië 2-1

## Eindstand voorronde
| № | Land       | WG | W | G | V | DV | DT | +/– | Punten |
| - | ---------- | -- | - | - | - | -- | -- | --- | ------ |
| 1 | Australië  | 5  | 3 | 1 | 1 | 9  | 5  | +4  | 10     |
| 2 | Zuid-Korea | 5  | 2 | 2 | 1 | 12 | 11 | +1  | 8      |
| 3 | Nederland  | 5  | 2 | 1 | 2 | 10 | 7  | +3  | 7      |
| 4 | Spanje     | 5  | 2 | 1 | 2 | 8  | 7  | +1  | 7      |
| 5 | Pakistan   | 5  | 1 | 3 | 1 | 7  | 8  | –1  | 6      |
| 6 | Engeland   | 5  | 1 | 0 | 4 | 5  | 13 | –8  | 3      |

## Play-offs
Om vijfde plaats
| 20 juni 10:05                                                     |       |                                                   |                                                           |
| Engeland                                                          | 4 – 3 | Pakistan                                          | Scheidsrechters: Han Jin-Soo (KOR) Raymond O'Connor (IRL) |
| Daniel Hall 24' Mark Pearn 39' Bob Crutchley 47' Jimmy Wallis 79' |       | 16' Atif Bashir 21' Sohail Abbas 49' Sohail Abbas | Scheidsrechters: Han Jin-Soo (KOR) Raymond O'Connor (IRL) |

Troostfinale
| 20 juni 12:35                                                                                |       |                                           |                                                         |
| Nederland                                                                                    | 5 – 2 | Spanje                                    | Scheidsrechters: Murray Grime (AUS) Hamish Jamson (ENG) |
| Stephan Veen 22' Stephan Veen 30' Remco van Wijk 35' Marten Eikelboom 53' Remco van Wijk 65' |       | 17' Javier Arnau 50' Sander van der Weide | Scheidsrechters: Murray Grime (AUS) Hamish Jamson (ENG) |

Finale
| 20 juni 15:05                                        |       |                    |                                                               |
| Australië                                            | 3 – 1 | Zuid-Korea         | Scheidsrechters: Santiago Deo (ESP) Christian Siebrecht (GER) |
| Stephen Davies 23' Troy Elder 33' Stephen Davies 52' |       | 62' Song Seung-Tae | Scheidsrechters: Santiago Deo (ESP) Christian Siebrecht (GER) |

## Eindstand
1. Australië
2. Zuid-Korea
3. Nederland
4. Spanje
5. Engeland
6. Pakistan

NB: Pakistan degradeert voor het eerst in geschiedenis van de Champions Trophy

## Topscorers
- In onderstaand overzicht zijn alleen de spelers opgenomen met drie of meer treffers achter hun naam.

| № | Naam             | Land       | Goals | SC | SB |
| - | ---------------- | ---------- | ----- | -- | -- |
| 1 | Song Seong-Tae   | Zuid-Korea | 7     | 1  | 0  |
| 2 | Stephen Davies   | Australië  | 6     | 0  | 0  |
| 3 | Marten Eikelboom | Nederland  | 4     | 0  | 0  |
|   | Troy Elder       | Australië  | 4     | 2  | 0  |
|   | Sohail Abbas     | Pakistan   | 4     | 4  | 0  |
| 6 | Teun de Nooijer  | Nederland  | 3     |    |    |
|   | Mohammad Sarwar  | Pakistan   | 3     |    |    |
|   | Kang Keon-Wook   | Zuid-Korea | 3     |    |    |
|   | Remco van Wijk   | Nederland  | 3     |    |    |
|   | Juan Escarré     | Spanje     | 3     |    |    |

Mannen:
Lahore 1978 ·
Karachi 1980 ·
Karachi 1981 ·
Amstelveen 1982 ·
Karachi 1983 ·
Karachi 1984 ·
Perth 1985 ·
Karachi 1986 ·
Amstelveen 1987 ·
Lahore 1988 ·
Berlijn 1989 ·
Melbourne 1990 ·
Berlijn 1991 ·
Karachi 1992 ·
Kuala Lumpur 1993 ·
Lahore 1994 ·
Berlijn 1995 ·
Chennai 1996 ·
Adelaide 1997 ·
Lahore 1998 ·
Brisbane 1999 ·
Amstelveen 2000 ·
Rotterdam 2001 ·
Keulen 2002 ·
Amstelveen 2003 ·
Lahore 2004 ·
Chennai 2005 ·
Barcelona 2006 ·
Kuala Lumpur 2007 ·
Rotterdam 2008 ·
Melbourne 2009 ·
Mönchengladbach 2010 ·
Auckland 2011 ·
Melbourne 2012 ·
Bhubaneswar 2014 ·
Londen 2016 ·
Breda 2018
Vrouwen:
Amstelveen 1987 ·
Frankfurt 1989 ·
Berlijn 1991 ·
Amstelveen 1993 ·
Mar del Plata 1995 ·
Berlijn 1997 ·
Brisbane 1999 ·
Amstelveen 2000 ·
Amstelveen 2001 ·
Macau 2002 ·
Sydney 2003 ·
Rosario 2004 ·
Canberra 2005 ·
Amstelveen 2006 ·
Quilmes 2007 ·
Mönchengladbach 2008 ·
Melbourne 2009 ·
Nottingham 2010 ·
Amstelveen 2011 ·
Rosario 2012 ·
Mendoza 2014 ·
Londen 2016 ·
Changzhou 2018